# Oedura gemmata
Oedura gemmata är en ödleart som beskrevs av King och Gow 1983. Oedura gemmata ingår i släktet Oedura och familjen geckoödlor. Inga underarter finns listade i Catalogue of Life. Artepitet i det vetenskapliga namnet är det latinska ordet för ädelsten. Det syftar på huvudets form.
Ödlan har en avplattad kropp. På huvudet och på kroppens ovansida finns många gula punkter. Typisk är ljusa tvärstrimmor på den svarta svansen.
Arten förekommer i Northern Territory i Australien. Honor lägger ägg. Utbredningsområdet ligger vid Alligator Rivers i Arnhem Land. Ödlan lever i klippiga regioner med glest fördelad växtlighet. Den gömmer sig i bergssprickor.
För beståndet är inga hot kända. Hela populationen anses vara stabil. IUCN listar arten som livskraftig (LC).